# Khelil Bouhageb
Khelil Bouhageb (arabe : خليل بوحاجب), né le 27 août 1863 à Tunis et mort le 8 février 1942 à La Marsa, est un homme politique et réformateur tunisien.

## Biographie
Il étudie au collège Sadiki de Tunis puis au lycée Saint-Louis de Paris. Devenu membre du comité directeur de la Khaldounia en 1898, il épouse le 5 avril 1900 au Caire, la princesse Nazli Fazıl, petite-fille de Méhémet Ali.
Le 22 avril 1915, il devient président du tribunal de Tunis puis président de la municipalité de Tunis (Cheikh El Médina) le 19 octobre de la même année. Il est nommé ministre de la Plume le 22 mai 1922 puis grand vizir de Tunis le 3 novembre 1926 après la mort de Mustapha Dinguizli,. Il est limogé en 1932 par Ahmed II Bey en raison de son indépendance d'esprit, victime d'intrigues de l'entourage du bey.
Khelil Bouhageb ne laisse pas de descendant. Il est inhumé auprès de son père, le cheikh Salem Bouhageb, et de son frère, le docteur Hassine Bouhageb.